# 2 x Adam, 1 x Eva
2 × Adam, 1 × Eva ist eine deutsche Spielfilmkomödie aus dem Jahre 1959 von Franz M. Lang mit Heidi Brühl und Matthias Fuchs in den Hauptrollen. Die Geschichte basiert auf dem Roman “Aatamin puvussa... ...ja vähän Eevankin” (1928) des Finnen Yrjö Soini.

## Handlung
Der deutsche Student Peter Köhler ist an die finnische Seenplatte gereist, der schönen Landschaft und des Angelns wegen, einen Sport, den er gern an der Seite seines finnischen Freundes Aarne betreibt. Untergebracht werden die zwei jungen Männer im abgelegenen Haus von Onkel Kalevi. Auch der kauzig-knorrige Barkassenkapitän Viirimäki aus Helsinki verbringt hier seinen Urlaub. Die zwei Alten, die sich seit beider gemeinsamer Schulzeit in- und auswendig kennen, sind notorische Streithähne, was sie aber offensichtlich bislang noch nicht auseinandergebracht hat. Die junge Silja besorgt für Kalevi den Haushalt. Peter hat bereits ein Auge auf sie geworfen, doch da hat er wenig Chancen, denn Silja ist bereits an Aarne vergeben. Da ist aber auch noch die weißenblonde Kaarina, eine wahre Augenweide. Peter und die helle Schönheit würden ein perfektes Paar ergeben, wäre ihr Weg zueinander nicht mit reichlich Hindernissen gepflastert.
Da ist zum ersten Kaarinas frömmelnder Vater Rat Granberg, der aus lauter Sorge um das moralische Wohl seines Töchterchens selbiges am liebsten rund um die Uhr daheim einschließen würde. Der Ausbruch des Sträflings Wickström stellt ein weiteres Hindernis dar. Der alternde Kleinganove hat bei seiner Flucht aus polizeilicher Obhut diverse Stromverbindungen der Gegend lahmgelegt und damit auch im Hause Granberg einen Blackout verursacht. Damit ist für Peter die Kontaktaufnahme zu Kaarina ungleich schwieriger geworden. Als nun auch noch Kapitän Viirimäki Peter und Aarne darum bittet, ihn über den See zur nächst Bahnstation zu schippern, weil er das Postschiff verpasst hat, kann Peter ein weiteres Mal seiner Angebeteten nicht nahe sein. Doch unterwegs kommt ein schweres Gewitter auf, und Peter, Aarne und Viirimäki entscheiden daher, mit ihrer ramponierten Schaluppe eine kleine, unbewohnte Insel aufzusuchen, um dort Schutz vor dem Unwetter zu suchen. Danach ist an eine Weiterreise nicht mehr zu denken. Peter entschließt sich, an das rettende Festlandsufer zu schwimmen. An einer Wäscheleine entdeckt der halbnackte Student Frauenkleider, die er nur aus dem Grund anzieht, weil ihm jämmerlich kalt ist.
In dieser merkwürdigen Aufmachung stößt er bis zum dank Wickströms stromunterbrechenden Untaten verdunkelten Granberg-Anwesen vor. Hier sitzen Kaarina und die Haushälterin Simikka in tiefster Finsternis und erschrecken sich, als plötzlich eine Frau mit Männerstimme erscheint. Kaarina, die vom Ausbruch Wickströms weiß, und Peter erkennen einander nicht, um am nächsten Morgen türmt Peter über den hauseigenen Balkon und gerät direkt in die Fänge der wegen des flüchtigen Wickström patrouillierenden Ortspolizei. Prompt wird Peter prophylaktisch als „entflohener Sträfling“ verhaftet und im Granbergschen Geräteschuppen „zwischengelagert“. Da Peter nun schon seit geraumer Zeit abkömmlich ist, entschließt auch Arne, sich schwimmend an das nächste Ufer zu begeben, um den Freund zu suchen. Ihn ereilt nach Begegnung mit der Polizei dasselbe Schicksal wie Peter. Derweil hat Kaarina dem angeblichen „Verbrecher“ Peter ein Frühstück gebracht, der wiederum, weil ihm das Ganze furchtbar peinlich ist, nicht seine wahre Identität verrät, geschweige denn die Frauenkleider ablegt. Als später im Zusammenspiel mit Aarne und Viirimäki das ganze Durcheinander aufgeklärt wird, ist Kaarina erst einmal sauer, dass man ihr einen derartigen Streich gespielt hat. Als dann dank Peters Hilfe aber der wahre Wickström doch noch gefasst wird, erhellt sich ihre Miene rasch wieder, und nach einigen Missverständnissen, die Kaarina und Peter vorübergehend wieder auseinanderbringen, wird aus den beiden dank tätiger Mithilfe von Onkel Kalevi doch noch ein Paar.

## Produktionsnotizen
2 × Adam, 1 × Eva entstand Mitte 1959 mit Außenaufnahmen in Finnland und wurde am 2. Oktober 1959 in mehreren deutschen Kinos uraufgeführt. 
Jürgen Mohrbutter übernahm die Produktionsleitung. Die Filmbauten entwarf Ernst Schomer, die Kostüme Ilse Dubois.

## Wissenswertes
Für den mit der Schauspielerin Ursula von Manescul verheirateten Dr. med. Franz Lang, bislang lediglich als Regieassistent eingesetzt, blieb dieser Film die einzige Regiearbeit.
Für die Hauptdarsteller Heidi Brühl und Matthias Fuchs bedeutete dieser Film eine Wiederbegegnung besonderer Art: Beide Jungmimen hatten wenige Jahre zuvor sehr erfolgreich gemeinsam in den Immenhof-Filmen mitgespielt.
Dieser Stoff war zuvor in Finnland bereits zweimal verfilmt (1931 als erster Tonfilm des Landes und 1940) worden. 1971 entstand in Finnland eine weitere Kinofassung.

## Kritik
Im Lexikon des Internationalen Films heißt es: „Offenbar der Film eines Debütanten, der sich erfolglos bemühte, der Handlung ein paar unkonventionelle Aspekte abzutrotzen.“